# Muscari armeniacum
Muscari d'Arménie
Genre
Classification APG III (2009)
Muscari armeniacum, le Muscari d'Arménie, est une espèce de plantes vivaces de la famille des Asparagaceae et du genre Muscari.

## Dénominations
Ce taxon porte en français les noms vernaculaires ou normalisés suivants : Muscari d'Arménie, Muscari.

## Systématique
Le nom correct complet (avec auteur) de ce taxon est Muscari armeniacum H.J.Veitch, 1872. 
Certaines sources, dont l’INPN, donnent Leichtlin (d) ex Baker, 1878 mais ce nom est considéré comme invalide par Wikispecies.
Muscari armeniacum a pour synonymes :
- Bellevalia aperta (Freyn & Conrath) Grossh.
- Botryanthus micranthus Baker
- Botryanthus szovitsianus Baker
- Muscari alexandrae A.P.Khokhr.
- Muscari apertum Freyn & Conrath
- Muscari argaei f. album Tubergen
- Muscari argaei Anon.
- Muscari colchicum Grossh.
- Muscari concinnum Baker
- Muscari conicum Baker
- Muscari cyaneoviolaceum Turrill
- Muscari elegantulum Schchian
- Muscari maweanum Baker
- Muscari micranthum Baker
- Muscari pauperulum Stapf
- Muscari pendulum Trautv.
- Muscari polyanthum Boiss.
- Muscari pyramidatum Velen.
- Muscari schliemannii Freyn & Asch.
- Muscari sosnowskyi Schchian
- Muscari szovitsianum Baker
- Muscari woronowii Tron & Losinsk.
- Pseudomuscari apertum (Freyn & Conrath) Garbari